# Bentley 3 ½ Litre

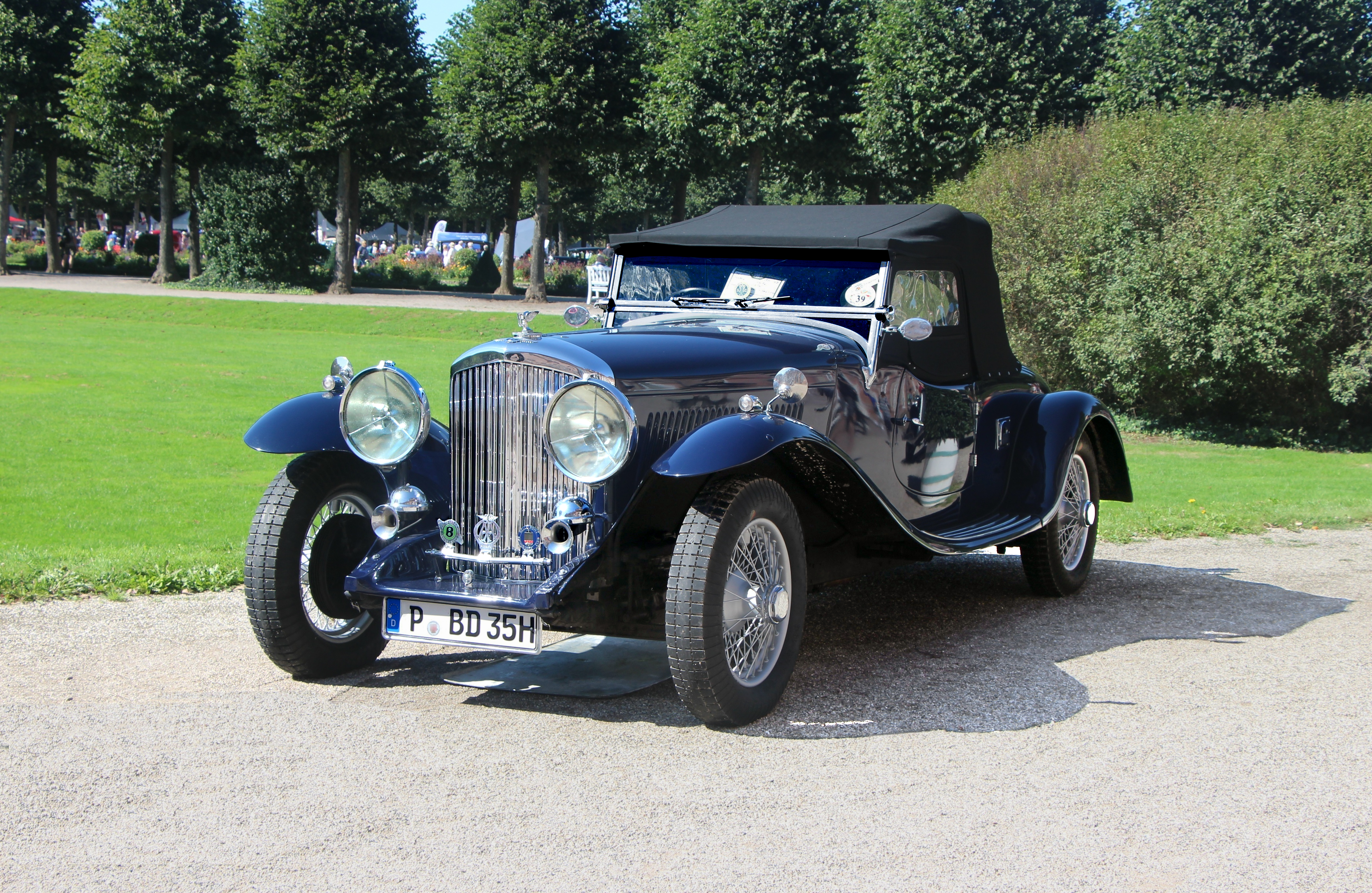
Bentley 3 ½-litre Sports, 1935

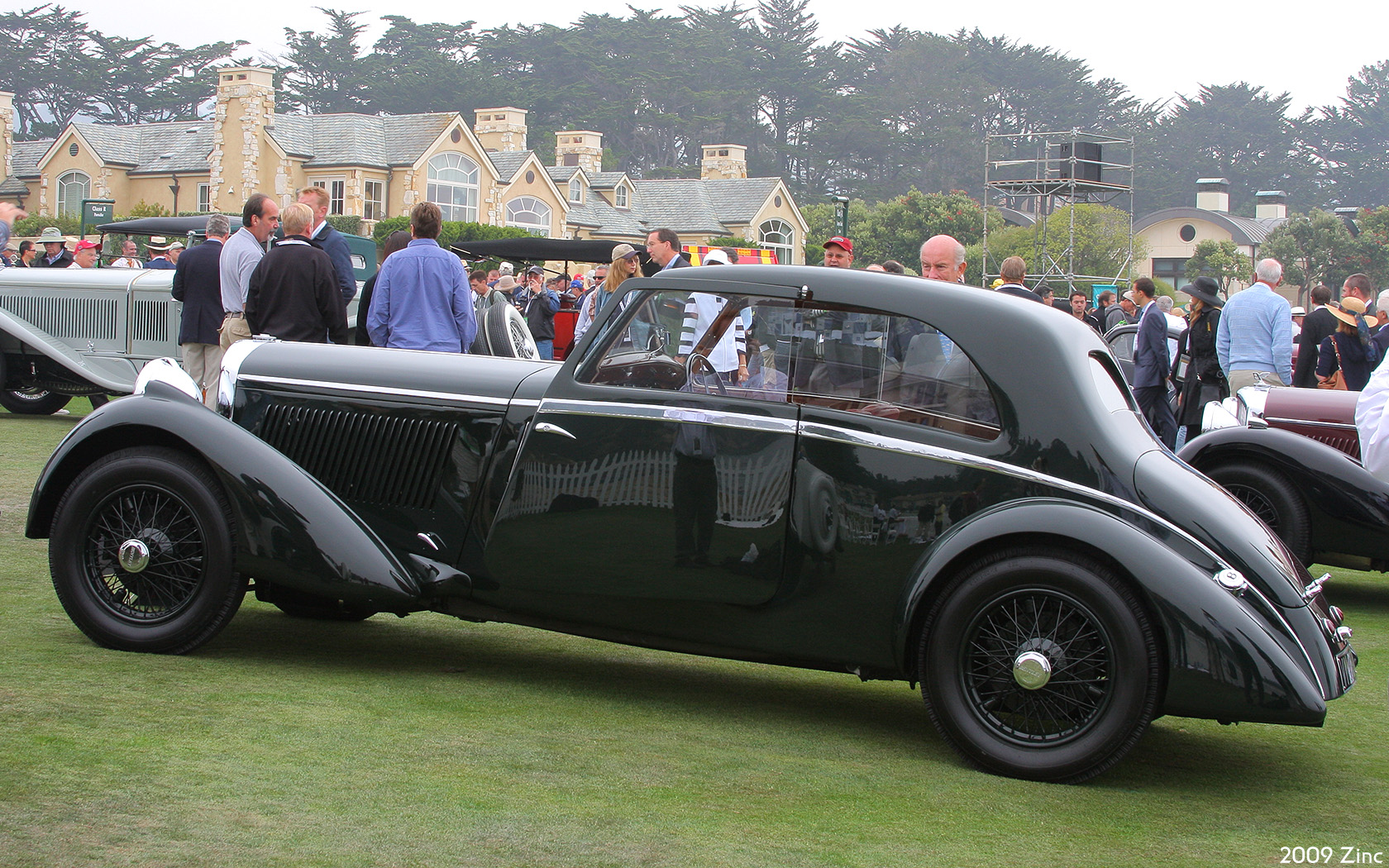
3 ½-litre fixed head coupé (Bertelli, 1935)

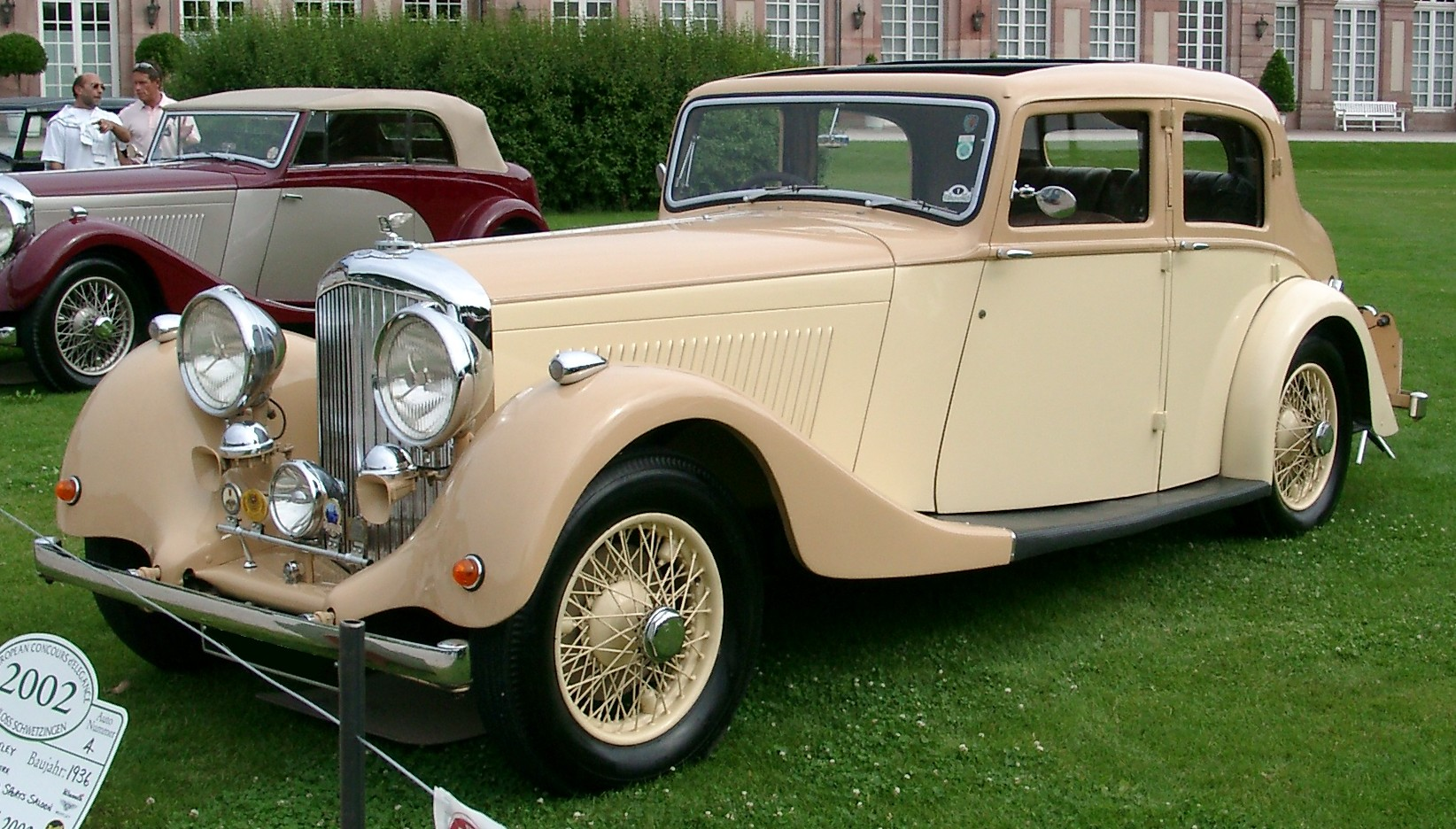
4 ¼-litre 4-door sports saloon, 1936

Der Bentley 3 ½ Litre ist ein Pkw-Modell des Herstellers Bentley. Es war das erste neue Bentley-Modell seit der Übernahme des Unternehmens durch den Konkurrenten Rolls-Royce. Die Fahrzeuge entstanden aus den zwischen 1933 und 1937 von Bentley angebotenen Fahrgestellen und Karosserieaufbauten verschiedener Karosseriebauunternehmen; Arnold of Manchester etwa stellte mehrere Karosserien mit aerodynamisch gestalteten Heckpartien her, und Gurney Nutting fertigte zahlreiche halboffene Sedanca-Versionen. Ab 1936 wurde, basierend auf dem gleichen Fahrgestell, das Schwester-Modell 4 ¼ Litre angeboten, das das 3 ½-Litre-Modell nach 1937 komplett ersetzte und noch bis 1939 gebaut wurde.
Die Fahrzeuge wurden von Bentley als „the silent sports car“ beworben, später wurden sie wegen des damaligen Produktionsstandorts auch als Derby-Bentleys bezeichnet.
Als Nachfolger wurde 1939 das Modell Bentley Mark V eingeführt.
Der 3 ½ Litre war das erste Bentley-Modell, das nicht mehr von einer Variation des 3-Liter-Motors mit obenliegender Nockenwelle (OHC) angetrieben wurde. Stattdessen wurde auf den Motor des Rolls-Royce 20/25 hp (OHV-Ventilsteuerung mit seitlicher Nockenwelle) zurückgegriffen, welcher für den Einsatz im Bentley jedoch deutlich überarbeitet und in der Leistung gesteigert wurde. Verbaut wurde der Motor in einem ausgiebig erprobten Fahrgestell für ein nicht in Serie gegangenes Rolls-Royce-Modell mit kompressorgeladenem 2 ¾-Liter-Motor.
Ab 1936 wurde die Variante 4 ¼ Litre angeboten, bei der für 50 £ Aufpreis der überarbeitete Motor des Rolls-Royce 25/30 hp in das 3 ½-Litre-Chassis eingebaut wurde. Dessen Verkäufe überflügelten schnell die Absatzzahlen des Grundmodells, sodass dieses ein Jahr später eingestellt wurde. Bis dahin entstanden 1177 Fahrgestelle des Bentley 3 ½ Liter, der 4 ¼ Litre wurde 1234 Mal bis zur Produktionseinstellung 1939 hergestellt. Auch hier wurden die meisten Fahrgestelle von den etablierten britischen Karosserieherstellern eingekleidet. Auf dem Kontinent war unter anderem der belgische Hersteller Vesters & Neirinck von Bedeutung, der mindestens elf Karosserien lieferte.